# Neuvy-en-Dunois
Neuvy-en-Dunois è un comune francese di 336 abitanti situato nel dipartimento dell'Eure-et-Loir nella regione del Centro-Valle della Loira.

## Società

### Evoluzione demografica
Abitanti censiti